# 椎根津彦

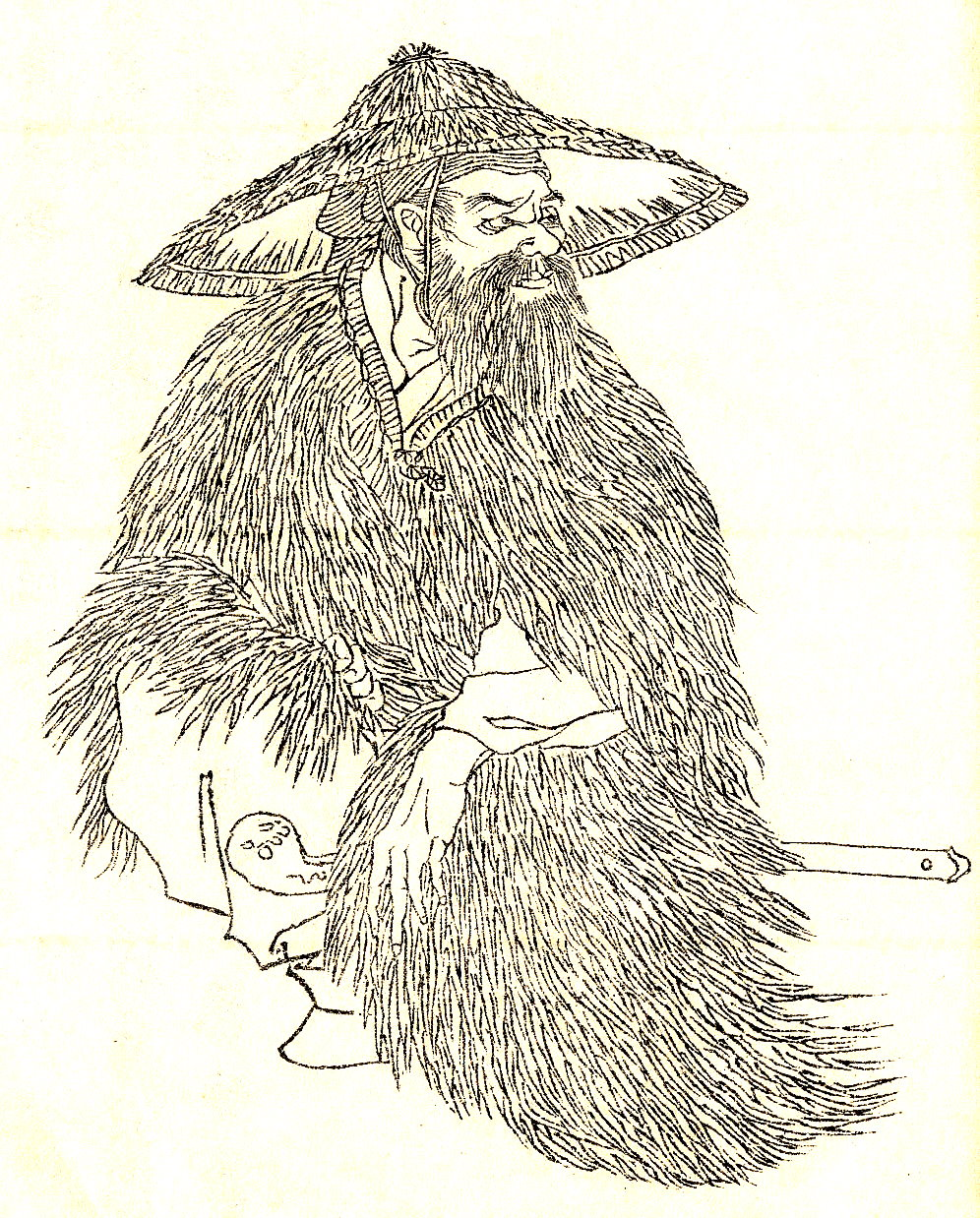
椎根津彦　／『前賢故実』より

椎根津彦（しいねつひこ、『日本書紀』）、槁根津日子（さおねつひこ、『古事記』）は、日本神話に登場する神。神武東征において登場する倭国造（倭直部）の祖、または大倭国造、大倭直の始祖。珍彦（うづひこ、『日本書紀』）あるいは宇豆彦（『新撰姓氏録』）。神知津彦（かむしりつひこ、『新撰姓氏録』）とも。

## 概要
神武天皇が東征において速吸門で出会った国津神で、船路の先導者となる。このとき、『日本書紀』では曲浦（わだのうら）で魚釣するところを椎の棹を授けて御船に引き入れて名を珍彦（うづひこ）から椎根津彦に改めさせたとあり、『古事記』では亀の甲羅の上に乗っていたのを棹をさし渡し御船に引き入れて槁根津日子の名を賜ったという。
『日本書紀』ではその後、神武天皇に献策して兄磯城を挟み撃ちにより破る。また神武天皇の即位後に褒賞として倭国造に任命された。
速吸門については諸説ある。『日本書紀』では豊予海峡を指すと考えられており、大分県大分市佐賀関には、椎根津彦を祀る椎根津彦神社がある。『古事記』では吉備国の児島湾口を指すと考えられる。岡山県岡山市東区水門町には、珍彦（宇豆毘古命、うづひこのみこと）の乗った大亀の化身とされる亀岩を祀る亀石神社（かめいわじんじゃ）がある。あるいは『古事記』が吉備の高島宮から浪速に行く間に速吸門を通ったとある点から、これを明石海峡とする考え方もある。『日本書紀』神代上、第五段の一書第十に「乃往見 粟門及速吸名門 然此二門 潮既太急」とあり、「粟門」が淡路国と阿波国との間の海峡ならば、それに並ぶ速吸門は明石海峡となり、古事記のほうが正しいようである。『阿波志』によると、速吸名門は鳴門海峡。
また、椎根津彦命を祭神とする神社には、兵庫県神戸市東灘区本山町の保久良神社がある。保久良神社由緒書によると「社名の起因も 1、椎根津彦命の子孫たる倉人水守等が祖先を祭祀し奉る 2、三韓役の戦利武器を収蔵するより」とあり、神武東征時速吸之門（明石海峡）に現れて軍勢を先導したとある。
椎根津彦命は保久良神社の南に位置する神戸市東灘区の青木（おうぎ）の浜に青亀（おうぎ）の背にのってこの浜に漂着したという伝承があり、それが青木（おうぎ）の地名の由来となった。
吉井良隆は保久良神社について「椎根津彦命は大阪湾北側を支配する海部の首長であったとされ、西宮夷（兵庫県西宮市西宮神社）の奥夷社の元宮」と推測している。

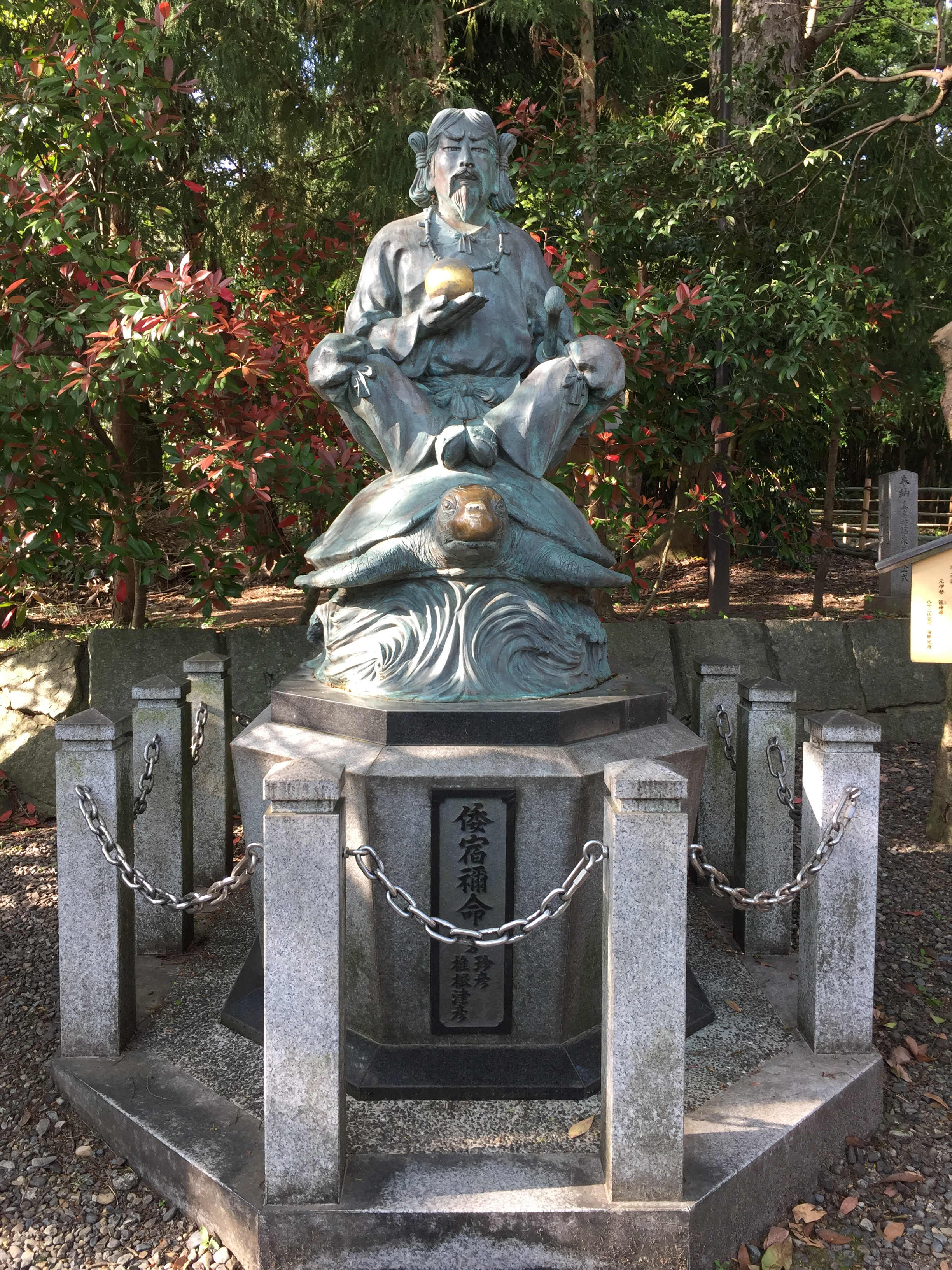
籠神社の倭宿禰

## 異説
丹後半島の籠神社（このじんじゃ）には「別名・珍彦・椎根津彦・神知津彦  籠宮主祭神天孫彦火明命第四代　海部宮司家四代目の祖　神武東征の途次、明石海峡（速吸門）に亀に乗って現れ、神武天皇を先導して浪速、河内、大和へと進み、幾多の献策に依り大和建国の第一の功労者として、神武天皇から倭宿禰（やまとすくね）の称号を賜る。外に大倭国造、倭直とも云う。」とあり、境内には亀の背に乗った倭宿禰の像がある。

## 系譜
椎根津彦神社の伝承によれば、父は彦火火出見尊の子・武位起命で、妹には祥持姫命がいるとされる。
『旧事紀』国造本紀には椎根津彦を彦火々出見尊の孫とする異伝が記されており、皇孫本紀には椎根津彦の祖父は彦火々出見尊、父は武位起命とする異伝が記されている。

## 後裔氏族
- 倭国造
- 久比岐国造 - 崇神天皇の御代に椎根津彦の5世孫の御戈命が任命された。
- 明石国造 - 応神天皇の御代に椎根津彦の8世孫の都弥自宿禰が任命された。
- 青海氏 - 久比岐国造族の頸城直の支族。
- 吉備海部氏
- 依羅物忌氏
- 海氏